# ون ریجن (دهانه)
ون ریجن یک دهانه برخوردی در ماه‌ است.